# 網走流氷の丘ユースホステル
網走流氷の丘ユースホステル（あばしりりゅうひょうのおかユースホステル）は日本ユースホステル協会に加盟している北海道網走市明治にあるユースホステル。

## 設備
- 個人や小グループに適している
- グループで一室利用可
- 駐車場あり
- 駐輪場あり
- 洗濯機あり
- 乾燥機あり
- 荷物預かりあり
- クレジットカード可
- 周辺に温泉あり
- レンタサイクルあり

## アクセス
- 石北本線網走駅 徒歩30分 駅まで一部送迎有り（要連絡）